# Monasterio cueva de la Asunción

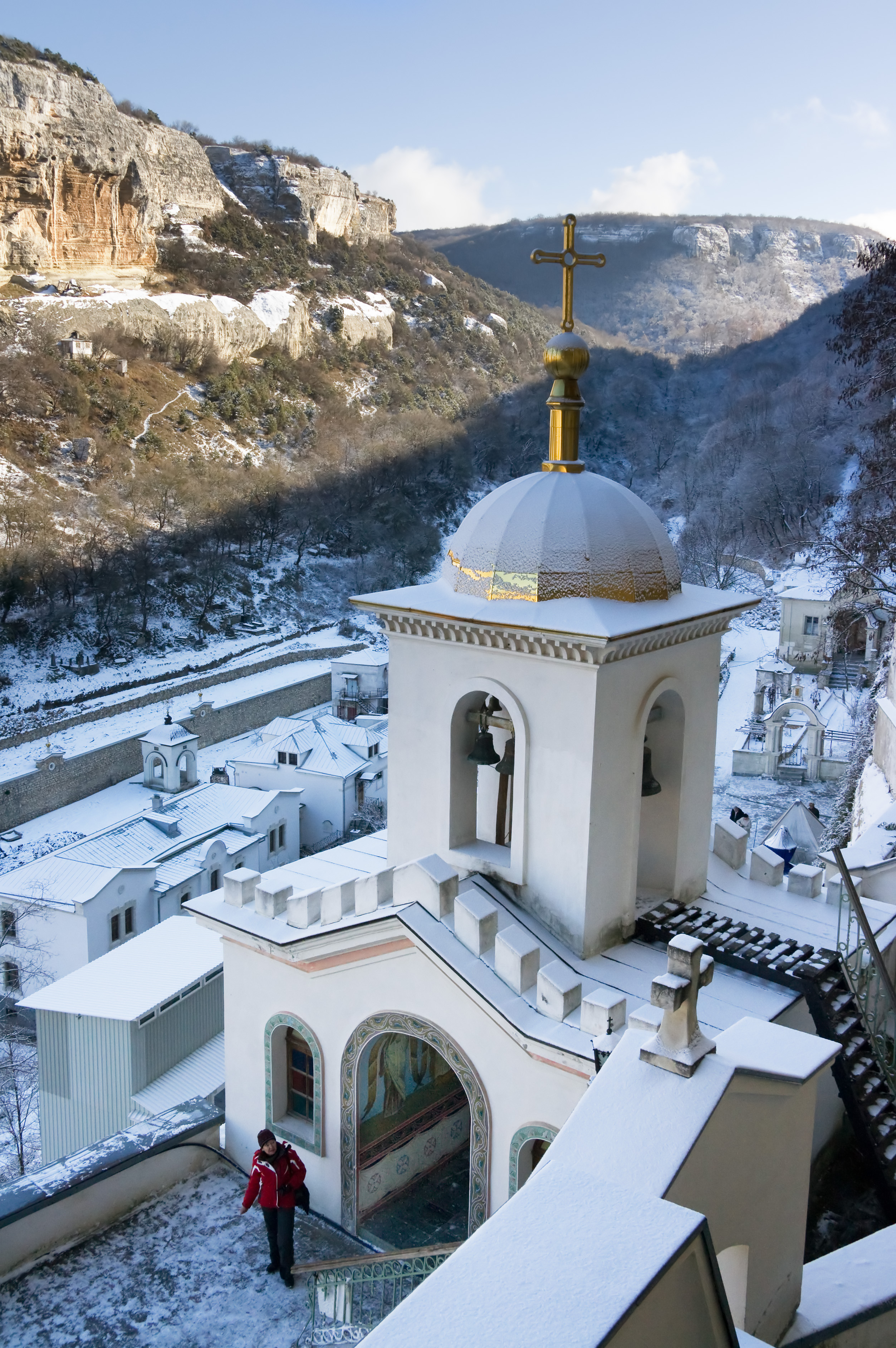
Campanario del Monasterio

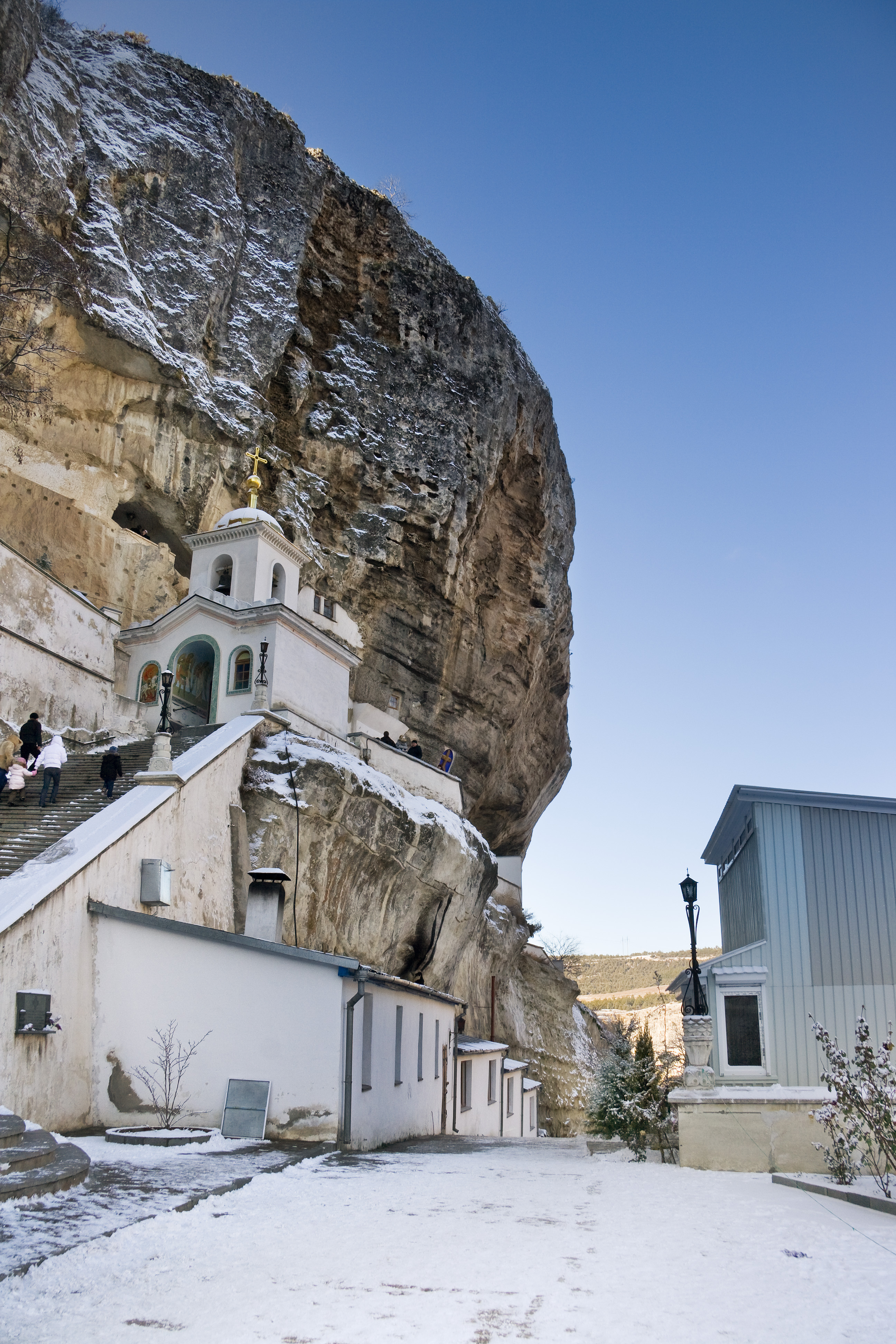
Monasterio cueva de Uspenski (La Asunción)

El Monasterio de cueva de la Asunción se encuentra localizado en Crimea, Ucrania (actualmente reclamado por Rusia), cerca de Bakhchisaray. Se trata de un monasterio cueva tallado en el borde de la montaña.
La fecha de la fundación del monasterio está en discusión, de este modo, los monjes locales afirman que el monasterio es originario de comienzos del siglo VIII, pero que fue abandonado cuando Bizancio perdió el control sobre la región. Por el contrario, las autoridades actuales del monasterio datan su origen en el siglo XV.
En 1921 el monasterio fue cerrado por el gobierno Soviético. Después de la disolución de la Unión Soviética y a raíz de la independencia de Ucrania el monasterio se abrió de nuevo al público.